# Audrey Jougla
Pour les articles homonymes, voir Jougla.
Œuvres principales
- Profession : animal de laboratoire (2015)
- Animalité, 12 clés pour comprendre la cause animale (2018)
- Montaigne, Kant et mon chien (2022)
- De l'or dans la tête (2022)

Audrey Jougla, née le 27 mars 1985 à Saint-Cloud, est une auteure, essayiste et professeure de philosophie française. 
Elle est également connue comme auteur-compositeur-interprète sous le nom de scène d'Audrey Jungle.

## Biographie

### Formation
Audrey Jougla est diplômée de l'Institut d'études politiques de Paris. Elle vit trois ans en Argentine, à Buenos Aires, où elle étudie à l'université Torcuato Di Tella puis à Mendoza, où elle travaille en tant que journaliste pour le quotidien régional Ciudadano Diario. Elle s'intéresse aux enjeux agroalimentaires et écologiques lorsqu'elle assiste en 2008 à la crise agricole argentine qui oppose les agriculteurs au gouvernement. En tant que directrice du service étranger du quotidien argentin Ciudadano, elle participe ensuite à l'écriture de Nourrir les hommes : un dictionnaire (Atlande, 2009)
Passionnée d'éthique animale, elle reprend des études de philosophie en France à l'université Paris-Nanterre et obtient les félicitations du jury pour son mémoire de recherche sur la question de l'expérimentation animale comme mal nécessaire. Elle fait partie du jury du prix Maya depuis 2019, prix littéraire récompensant des ouvrages défendant la cause animale. Elle enseigne actuellement la philosophie au lycée et collabore à Marianne et Philosophie magazine,,. 

### Carrière musicale
En 2007, alors qu'elle vit à Buenos Aires, Audrey Jougla rencontre le photographe et guitariste argentin Heber Argumedo, avec qui elle crée le groupe de rock Audrey Jungle, nom donné en référence à la jungle urbaine de la capitale.
De retour en France en 2009, ils commencent la création de leur premier EP Versus, qui sort en juillet 2010. En novembre 2012, sort leur deuxième EP Même pas peur, réalisé par Valentin Montu. Cet EP est lauréat des Aides Paris Jeunes Talents 2012 
 et sort en CD et vinyles 45T.
Le groupe s'inspire du rock national argentin, mais aussi des Rita Mitsouko, de Niagara, PJ Harvey, Noir Désir, ou Manu Chao. Audrey Jungle réalise deux tournées en Argentine en 2012 et 2013, où le groupe reçoit un bon accueil des médias, et du public. 
Audrey Jungle donne plus d'une centaine de concerts en France et participe à de nombreux festivals. En novembre 2013 sort le single Hasta el mar, suivi du titre Pyromane le 4 mai 2015. 
Le groupe annonce la sortie de son premier album à l'automne 2015 mais un mois avant la sortie prévue le groupe Audrey Jungle se sépare, en février 2016. L'album posthume, Azafrán, sort le 14 mars 2016.

### Engagement
Elle commence à militer activement en 2011 pour la protection animale aux côtés de diverses associations,.
Elle décide alors de commencer une enquête sur l'expérimentation animale en France, qui va l'amener à infiltrer plusieurs laboratoires afin de recueillir des témoignages audio et vidéo des personnes y travaillant et de la condition des animaux. 
Une grande partie de son enquête sera publiée en septembre 2015, aux éditions Autrement, dans l'essai Profession : animal de laboratoire qui contribue à relancer dans les médias le débat sur l'expérimentation animale, et à susciter d'autant plus la curiosité du public que les scandales sur la maltraitance animale dans les abattoirs se multiplient.
En octobre 2016 elle fonde l'association Animal Testing pour poursuivre les enquêtes et diffuser de l'information sur les animaux de laboratoire. Le 1er décembre 2016, alors que s'ouvre la trentième édition du Téléthon, Animal Testing révèle des vidéos sur la condition des chiens Golden Retriever utilisés pour des expériences financées par l'AFM-Téléthon, avec l'appui de Peta France pour leur diffusion,. 
L'information et les images sont reprises en Angleterre, en Italie, en Allemagne. Le 4 janvier 2017, Animal Testing révèle pour la première fois les images de singes utilisés pour des expériences dans le sous-sol d'un hôpital parisien, provoquant un vif débat médiatique,,,, à ce sujet. Le 6 novembre 2017, le premier lanceur d'alerte en laboratoire témoigne des souffrances des animaux dans un centre de recherche qui pratique des expériences sur les rongeurs, notamment sans anesthésie et sans anti-douleurs,,.
Audrey Jougla prend ouvertement position contre la corrida ou pour la considération des poissons.

## Œuvres
Profession : animal de laboratoire paraît en 2015 aux Éditions Autrement et l’auteure donne de nombreuses conférences sur l’expérimentation animale en France, en Suisse et en Allemagne. 
Le livre est nommé au Prix 30 Millions d'Amis, plus couramment appelé le Goncourt des animaux, en 2015, édition qui sera annulée en raison des attentats.
Profession : animal de laboratoire est récompensé en 2016 par le Prix Roger Bordet, décerné par le Groupement des Écrivains Médecins. Il est traduit en allemand sous le titre « Beruf: Versuchskaninchen ».  
Animalité, 12 clés pour comprendre la cause animale paraît en 2018, avec le photographe animalier Laurent Baheux, dans la collection Photo-philo des Éditions Atlande, pour « conjuguer la photographie et la réflexion philosophique sur la cause animale ». L’ouvrage veut sensibiliser à la condition animale par la beauté et « montrer que c’est un sujet qui a traversé la réflexion de nombreux philosophes »,. 
L’auteure réitère sa position abolitionniste tout en postulant une différence de nature entre l’humain et l’animal : « Je suis abolitionniste, et je pense qu’on n’a pas le droit d’exploiter, d’utiliser les animaux pour quelque fin que ce soit. ». 
Montaigne, Kant et mon chien paraît en 2022 aux Éditions Delachaux et Niestlé. L'auteure relate les enseignements que le chien transmet à son maître, en mêlant le récit à la philosophie. Ce livre est un hommage à l’amour inconditionnel que les chiens vouent à leur maître et l’auteure précise qu’il y a une grande richesse dans les enseignements tacites de cet animal. 
L’histoire, autobiographique, décrit les ressorts et la profondeur de l’amitié entre l’homme et le chien. Le livre est salué par la critique qui le juge « à la fois profond et léger », et bouleversant,. Le livre fait partie des nommés du Prix littéraire 30 Millions d'Amis 2022.
La même année paraît son troisième essai, De l’or dans la tête ! Repenser l’éducation pour réparer l’école aux éditions Double Ponctuation. Il s’agit d’une enquête sur l’évolution de l’école et les failles actuelles du système éducatif français.
Le livre sort à la rentrée 2022 en pleine polémique sur le manque d’enseignants et à l’occasion de l’arrivée du nouveau ministre de l’Éducation nationale Pap NDiaye. 
« Un livre percutant et une approche inclassable qui ne tombe ni dans la facilité d’un conservatisme idéalisant une « école à la dure » révolue ni dans celle d'un progressisme qui nierait les difficultés du présent » souligne Hadrien Brachet dans Marianne. 
Audrey Jougla alerte sur le manque de maîtrise du français par les élèves, les difficultés à éveiller leur esprit critique, et sur la reproduction sociale induite par un système inégalitaire et peu exigeant. « C’est l’école qui renonce à transmettre à tous ce qui fait la valeur ajoutée des élites » explique-t-elle.
Elle déplore que l’école délaisse les fondamentaux au profit d’une multiplication des missions qui lui sont confiées et regrette un nivellement par le bas, ou une bienveillance détournée de son sens,.    
Dans un contexte d'inquiétude sur la baisse des candidats aux concours d'enseignants, le livre défend aussi la beauté et l’amour de l'auteur pour ce métier : « Si, avec son livre De l'or dans la tête, Audrey Jougla dresse un constat implacable du système éducatif actuel, elle signe également une véritable lettre d'amour aux élèves et à cette profession trop peu valorisée » souligne Brigitte Valotto dans Version Femina. 

### Langue française et féminisme
À contre-courant de la position féministe voulant que les noms de professions masculins soient féminisés, Audrey Jougla défend l'usage du masculin dans la langue française, et s'oppose à l'écriture inclusive.
Elle prend également position pour le port d’une tenue correcte dans l’enseignement scolaire.

## Publications

### Livres
- 2009 : Nourrir les hommes : un dictionnaire, dictionnaire (éd. Atlande, 2009),  (ISBN 978-2-35-030085-6)
- 2015 : Profession : animal de laboratoire, essai (éd. Autrement, 2015),  (ISBN 978-2-74-674070-9)
- 2018 : Animalité : 12 clés pour comprendre la cause animale, essai et photographies de Laurent Baheux (éd. Atlande, 2018),  (ISBN 978-2350304960)
- 2019 : La mondialisation en question : 1 000 articles pour comprendre, dictionnaire (éd. Atlande, 2019),  (ISBN 978-2-35-030020-7)
- 2021 : Rebond, poésie (KDP Publishing, 2021),  (ISBN 979-8739728142)
- 2022 : Montaigne, Kant et mon chien, essai (éd. Delachaux & Niestlé, 2022),  (ISBN 978-2-60-302927-5)
- 2022 : Réussir Humanités Littérature Philosophie - Première, manuel scolaire (éd. Atlande, 2022),  (ISBN 978-2-35-030797-8).
- 2022 : De l’or dans la tête ! Repenser l’éducation pour réparer l’école, essai (éd. Double Ponctuation, 2022),  (ISBN 978-2-49-085538-4)
- 2023 : Animal Testing, sortons les animaux des labos, essai (éd. Autrement, 2023)  (ISBN 978-2-08-042625-3)

### Articles
- Repenser les objets qui nous entourent, Philosophie magazine, 8 octobre 2022[74].

- Expérimentation animale : peut-on traiter avec légèreté de sujets graves ?, Acrimed, 29 janvier 2016[75].

- Comment corrige-t-on la philosophie au baccalauréat ? , Slate, 2 juillet 2019[76].

- Animaux de laboratoire : voir la réalité en face, Revue Ballast, janvier 2020[77].

- À la campagne, l’esthétique introuvable des zones commerciales, Revue iPhilo, 13 novembre 2020[78].

## Discographie

### EPs
- 2010 : Versus
- 2012 : Même pas peur

### Album
- 2016 : Azafrán

### Singles
- 2013 : Hasta el Mar
- 2015 : Pyromane

### Compilations
- 2011 : iTunes Rock français : la nouvelle génération
- 2011 : We are Indie VI